# Kanton Courtomer
Courtomer is een voormalig kanton van het Franse departement Orne. Het kanton maakte deel uit van het arrondissement Alençon. Het werd opgeheven bij decreet van 25 februari 2014, met uitwerking op 22 maart 2015. De gemeenten werden opgenomen in het nieuwe kanton Radon ( in 2017 gewijzigd van naam naar kanton Écouves), met uitzondering van Godisson die werd opgenomen in het kanton Rai.

## Gemeenten
Het kanton Courtomer omvatte de volgende gemeenten:
- Brullemail
- Bures
- Le Chalange
- Courtomer (hoofdplaats)
- Ferrières-la-Verrerie
- Gâprée
- Godisson
- Le Ménil-Guyon
- Montchevrel
- Le Plantis
- Saint-Agnan-sur-Sarthe
- Sainte-Scolasse-sur-Sarthe
- Saint-Germain-le-Vieux
- Saint-Léonard-des-Parcs
- Tellières-le-Plessis
- Trémont